# Paraćin
Paraćin (serbocroata cirílico: Параћин) es un municipio y villa de Serbia perteneciente al distrito de Pomoravlje del centro-este del país.
En 2011 tiene 54 267 habitantes, de los cuales 24 573 viven en la villa y el resto en las 34 pedanías del municipio. La mayoría de la población se compone étnicamente de serbios (51 891 habitantes).
Se ubica unos 15 km al sureste de Jagodina.

## Pedanías
Junto con Paraćin, pertenecen al municipio las siguientes pedanías (población en 2002):
| - Bošnjane (1012) - Buljane (1545) - Busilovac (1041) - Čepure (825) - Davidovac (461) - Donja Mutnica (1051) - Donje Vidovo (1932) - Drenovac (2009) - Glavica (1134) - Golubovac (267) - Gornja Mutnica (740) - Gornje Vidovo (855) | - Izvor (929) - Klačevica (600) - Krežbinac (547) - Lebina (715) - Lešje (422) - Mirilovac (835) - Plana (1244) - Popovac (805) - Potočac (1309) - Raševica (1215) - Ratare (610) - Šaludovac (360) | - Šavac (533) - Sikirica (1038) - Sinji Vir (251) - Sisevac (18) - Striža (1937) - Stubica (1784) - Svojnovo (1386) - Tekija (1251) - Trešnjevica (1137) - Zabrega (1211) |